# Marcel Kolaja
Marcel Kolaja (Moravská Třebová, 29 giugno 1980) è un ingegnere e politico ceco.
È stato vicepresidente del Parlamento europeo dal luglio 2019 al gennaio 2022, e poi questore del Parlamento europeo. È iscritto al Partito Pirata Ceco e fa parte del gruppo Verdi/ALE.

## Carriera
Kolaja si era impegnato come attivista contro l'introduzione di una legge europea sul brevetto software già a partire dal 2003 e si è iscritto al Partito Pirata Ceco nel 2010. Nel 2011 è stato copresidente dell'Internazionale dei Partiti Pirata.
Nel 2014 si candida nel Partito Pirata alle elezioni europee ma non viene eletto dato che il partito non ottiene seggi. Nel frattempo lavora nell'ambito della ricerca e sviluppo presso la Red Hat.
Nel 2019 è il capolista del Partito Pirata alle elezioni europee e stavolta viene eletto insieme ad altri 2 compagni di partito, entrando nel gruppo Verdi/ALE. Il 3 luglio viene eletto vicepresidente del Parlamento europeo al secondo scrutinio con 426 voti.
Le sue priorità politiche sono i diritti digitali, la prevenzione di ogni censura di Internet, la protezione dell'ambiente, la tutela del consumatore, la lotta all'elusione fiscale da parte delle grandi multinazionali.